# Cynorkis flabellifera
Cynorkis flabellifera är en orkidéart som beskrevs av Joseph Marie Henry Alfred Perrier de la Bâthie. Cynorkis flabellifera ingår i släktet Cynorkis, och familjen orkidéer. Inga underarter finns listade i Catalogue of Life.